# Route 321 (Québec)
Pour les articles homonymes, voir Route 321.
La route 321 (R-321) est une route régionale québécoise d'orientation nord / sud située sur la rive nord du fleuve Saint-Laurent. Elle dessert les régions administratives de l'Outaouais et des Laurentides.

## Tracé
La route 321 est unique dans le système québécois car elle se divise en deux segments distincts séparés par entre 67 et 72 km (selon l'itinéraire). Le premier segment a son extrémité sud à Papineauville aux abords de la rivière des Outaouais sur la route 148 et se termine 52 kilomètres au nord à l'angle de la Rue principale à Duhamel. La deuxième section relie Nominingue à L'Ascension sur 32 kilomètres.

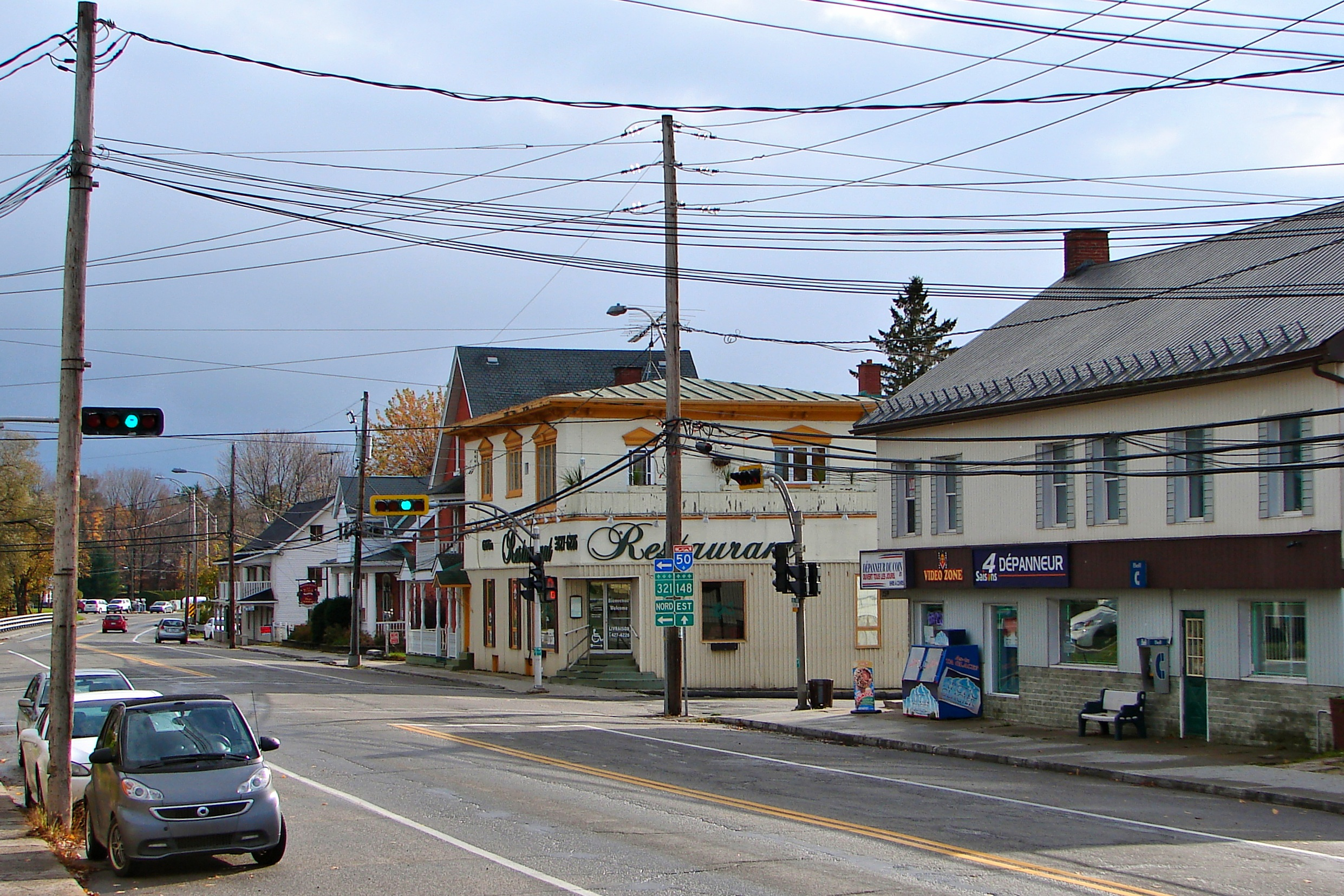
Intersection avec la route 148, à l'extrémité sud de la route 321.
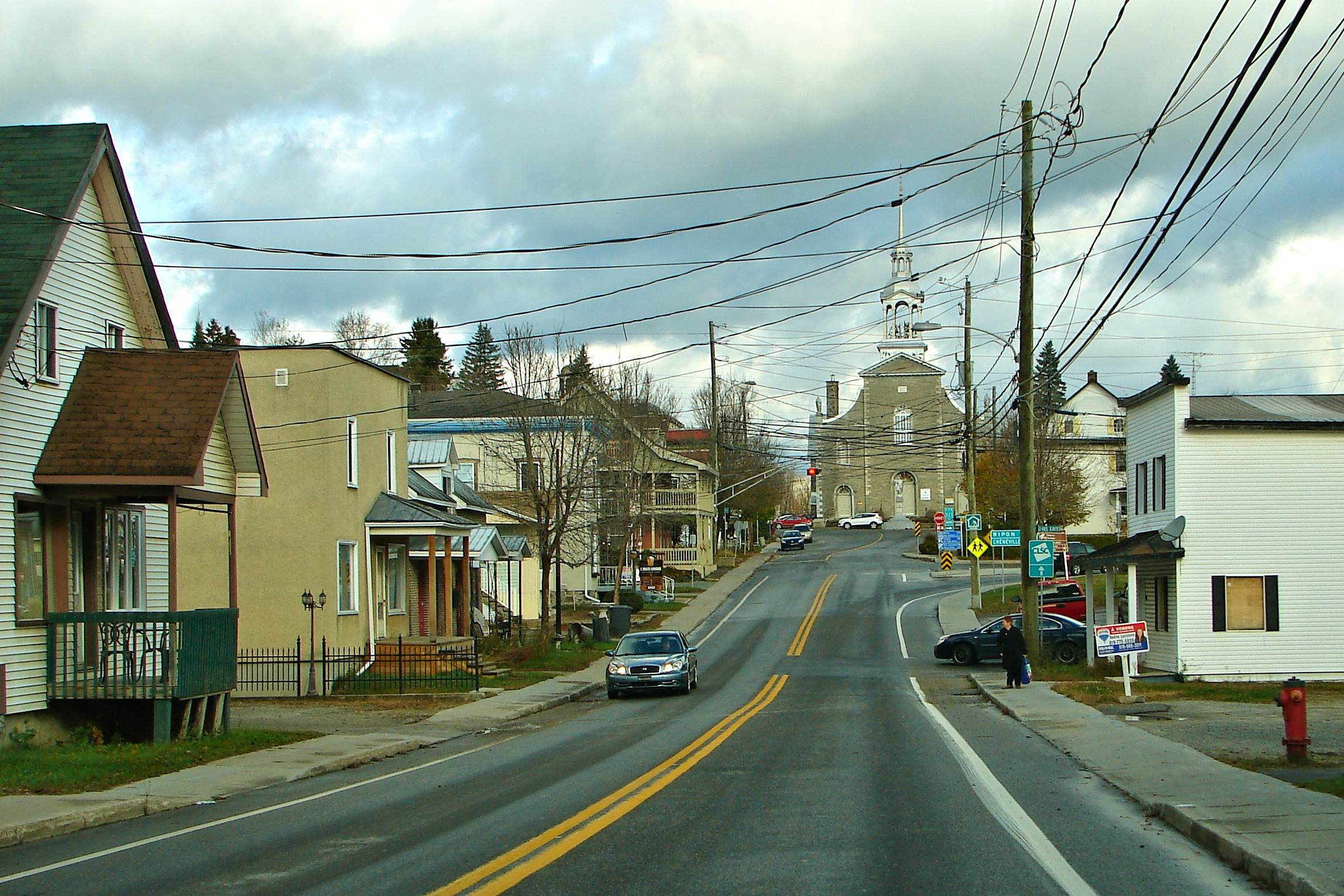
Route 321 à Saint-André-Avellin.
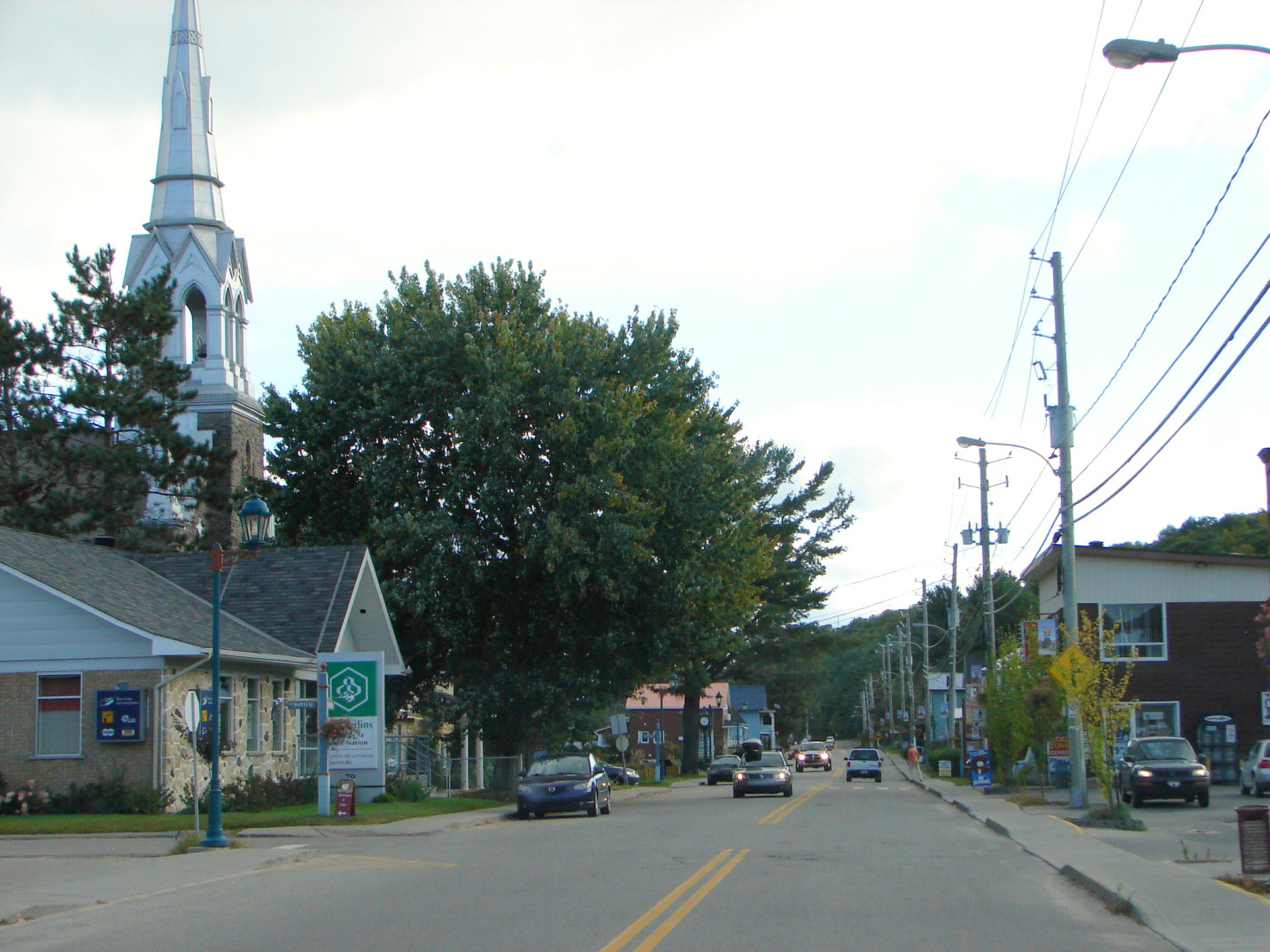
La rue Principale à Chénéville.
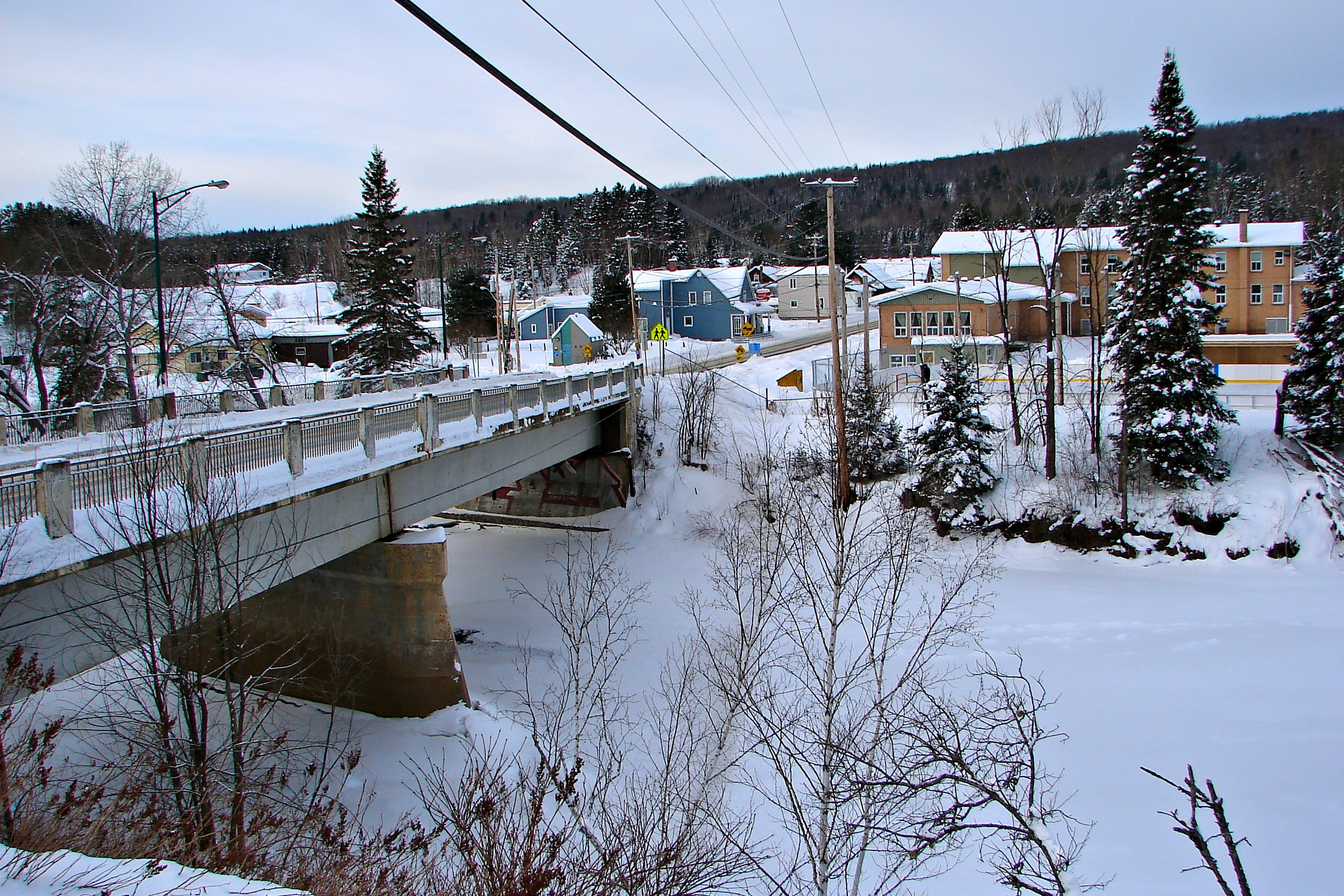
Extrémité nord de la route, au pont de la rivière Rouge à L'Ascension.

## Localités traversées (du sud au nord)
Localités traversées par la route 321, regroupées par municipalité régionale de comté.

### Première section

#### Outaouais
Papineau
- Papineauville
- Saint-André-Avellin
- Ripon
- Chénéville
- Lac-Simon
- Duhamel

### Deuxième section

#### Laurentides
Antoine-Labelle
- Nominingue
- Rivière-Rouge
- L'Ascension

## Intersections majeures
| MRC                                                 | Municipalité  | km    | Destinations                                           | Notes                                                                     |
| --------------------------------------------------- | ------------- | ----- | ------------------------------------------------------ | ------------------------------------------------------------------------- |
| Papineau                                            | Papineauville | 0,00  | R-148 – Montebello, Montréal, Gatineau                 |                                                                           |
| Papineau                                            | Papineauville | 5,00  | Vers A-50 – Montréal, Gatineau                         | Sortie 205 de l'A-50                                                      |
| Papineau                                            | Ripon         | 26,50 | R-317 sud – Ripon, Montpellier                         | Terminus nord de la R-317; Montpellier indiqué en direction sud seulement |
| Papineau                                            | Chénéville    | 33,90 | R-315 – Lac-Simon, Namur                               |                                                                           |
| Papineau                                            | Duhamel       | 52,50 | Rue Principale – Réserve faunique de Papineau-Labelle  |                                                                           |
| Tronçon manquant de 72 km entre les deux extrémités |               |       |                                                        |                                                                           |
| Antoine-Labelle                                     | Nominingue    | 0,00  | Chemin Chapleau – Réserve faunique de Papineau-Labelle |                                                                           |
| Antoine-Labelle                                     | Rivière-Rouge | 13,70 | R-117 – Mont-Laurier, Rivière-Rouge (Centre-ville)     | Carrefour giratoire                                                       |
| Antoine-Labelle                                     | L'Ascension   | 32,60 | Chemin des Îles – Réserve faunique Rouge-Matawin       |                                                                           |
|                                                     |               |       |                                                        |                                                                           |